# Ivo Wortmann
Ivo Ardais Wortmann, detto Ivo o Ivo Wortmann (Quaraí, 10 marzo 1949), è un allenatore di calcio ed ex calciatore brasiliano.

## Carriera

### Club
Giocò come centrocampista difensivo, iniziando nel Grêmio per poi passare all'América di Rio de Janeiro e al Palmeiras, sommando più di cento presenze nel campionato brasiliano.

### Nazionale
Ha partecipato con il Brasile alla Copa América 1975.

### Allenatore
Ha iniziato la sua carriera in Qatar con l'Al-Ahly di Doha, per poi allenare le formazioni giovanili del Grêmio e marcatamente l'Arabia Saudita, con la cui selezione Under-17 ha vinto il campionato mondiale di calcio Under-17 nel 1989. Nel 1992 allena la selezione maggiore del Qatar, rilevando per un breve periodo il connazionale Evaristo de Macedo; nel 1996 partecipa, nuovamente con l'Arabia Saudita, ad Atlanta 1996. Chiuse la prima serie di esperienze all'estero allenando il Miami Fusion; tornato in Brasile, vinse solo due titoli, il Campionato Mineiro nel 2001 e il Campionato Paraense nel 2003; nel 2005 tornò fuori dai confini della sua patria per allenare l'Dinamo Mosca e l'Al-Wahda. Nel 2009 è stato messo sotto contratto dal Juventude.

## Palmarès

### Giocatore

#### Competizioni nazionali
- Taça Guanabara: 1

America: 1974

### Allenatore

#### Competizioni statali
- Campionato Mineiro: 1

Cruzeiro: 2001
- Campionato Gaucho: 1

Internacional: 2002
- Campionato Paraense: 1

Paysandu: 2003

#### Competizioni internazionali
- Coppa dei Campioni del Golfo: 1

Al-Shabab: 1994

#### Nazionale
- Campionato mondiale di calcio Under-17: 1

Scozia 1989